# Jorge Daponte
 Jorge Daponte  va ser un pilot de curses automobilístiques argentí que va arribar a disputar curses de Fórmula 1.
Jorge Daponte va néixer el 5 de juny del 1923 a Buenos Aires, Argentina i va morir l'1 de març del 1963.

## A la F1
Va debutar a la cursa que obria la cinquena temporada de la història del campionat del món de la Fórmula 1, la corresponent a l'any 1954, disputant el 17 de gener el GP de l'Argentina al Circuit Oscar Alfredo Galvez.
Jorge Daponte va participar en dues curses puntuables pel campionat de la F1, disputant-les en la mateixa temporada (1954) no aconseguint cap punt pel campionat.

## Resultats a la Fórmula 1
| Any  | Equip         | Xassís   | Motor    | 1       | 2   | 3   | 4   | 5       | 6   | 7   | 8      | 9   | Posició | Punts |
| ---- | ------------- | -------- | -------- | ------- | --- | --- | --- | ------- | --- | --- | ------ | --- | ------- | ----- |
| 1954 | Jorge Daponte | Maserati | Maserati | ARG Ret | 500 | BEL | FRA | GBR Ret | ALE | SUI | ITA 11 | ESP | -       | 0     |

### Resum
| Curses: | Victòries: | Pòdiums: | Poles: | Voltes ràpides: | Punts: |
| ------- | ---------- | -------- | ------ | --------------- | ------ |
| 2       | 0          | 0        | 0      | 0               | 0      |